# Houghia impedita
Houghia impedita là một loài ruồi trong họ Tachinidae.